# Eddy Pascual
Eddy Silvestre Pascual Israfilov (aserbaidschanisch Eddi Silvestr Paskual İsrafilov; * 2. August 1992 in Roquetas de Mar) ist ein aserbaidschanischer Fußballspieler, der auch die spanische und die angolanische Staatsbürgerschaft besitzt.

## Karriere

### Verein
Pascual stammt aus der Jugend von Polideportivo Ejido und begann seine Profikarriere bei Real Murcia. Nachdem er 2011 in die zweite Liga aufstieg und 2014 wieder zwangsabstieg wurde der Spieler erst leihweise an den Erstligisten FC Granada und 2015 an den SD Eibar abgegeben. Im Februar 2016 wurde sein Leihvertrag bei Eibar aufgelöst und er wurde bis Saisonende an den Zweitligisten FC Córdoba verliehen. Es folgten weitere Wechsel zu den Vereinen FC Cádiz Gimnàstic de Tarragona AD Alcorcón sowie Albacete Balompié. Im Januar 2022 schloss er sich dann dem aserbaidschanischen Erstligisten Neftçi Baku an. Hier stand er bis August 2024 unter Vertrag. Für den Verein bestritt er 55 Ligaspiele. Hierbei erzielte er zwölf Treffer. Im August 2024 zog es ihn nach Malaysia. Hier unterschrieb er in Johor Bahru einen Vertrag beim Erstligisten Johor Darul Ta’zim FC. Am Ende der Saison 2024/25 feierte er mit Johor die malaysisch Meisterschaft.

### Nationalmannschaft
Pascual entschied sich trotz mehrerer Staatsbürgerschaften für die aserbaidschanische A-Nationalmannschaft aufzulaufen und gab sein Länderspieldebüt am 28. März 2015 in der EM-Qualifikation gegen Malta (2:0).

## Erfolge
Johor Darul Ta’zim FC
- Malaysischer Meister: 2024/25

## Kontroverses
Ende 2016 wurde eine Sprachnachricht von Pascuals ehemaligen Mitspieler Sergi Enrich zu Zeiten bei SD Eibar geleaked, in der er Pascual angeblich rassistisch beschimpfte. Vorausgegangen war ein im Internet veröffentlichtes Video, dass Enrich und den damaligen Mitspieler Antonio Manuel Luna beim Geschlechtsverkehr mit einer Frau zeigt. Enrich warf Pascual vor, dieses Video verbreitet zu haben.